# 30 Armia (ZSRR)
30 Armia (ros. 30-я армия) – związek operacyjny Armii Czerwonej.
Jesienią 1941 roku wchodziła w skład Frontu Zachodniego dowodzonego przez gen. por. Iwana Koniewa. W czasie bitwy o Moskwę broniła się na linii Wołgi, uniemożliwiając oddziałom niemieckim sforsowanie rzeki.
Dowódcą radzieckiej 30 Armii był gen. mjr Wasilij Chomienko.

## Dowódcy armii
- gen. mjr Wasilij Chomienko (13.07.1941 — 17.10.1941),
- gen. mjr Dmitrij Leluszenko (17.10.1941[2] — 1.11.1942),

## Struktura organizacyjna
Skład w październiku 1941 roku:
- 162 Dywizja Strzelecka
- 242 Dywizja Strzelecka
- 250 Dywizja Strzelecka
- 251 Dywizja Strzelecka